# Карпювка
Карпювка (пол. Karpiówka) — село в Польщі, у гміні Красник Красницького повіту Люблінського воєводства.
Населення — 427 осіб (2011).

## Демографія
Демографічна структура станом на 31 березня 2011 року:
|          | Загалом | Допрацездатний вік | Працездатний вік | Постпрацездатний вік |
| -------- | ------- | ------------------ | ---------------- | -------------------- |
| Чоловіки | 218     | 51                 | 135              | 32                   |
| Жінки    | 209     | 44                 | 118              | 47                   |
| Разом    | 427     | 95                 | 253              | 79                   |